# Hendrik Groth
Hendrik Groth (geb. 1960) ist ein deutscher Journalist und ehemaliger Chefredakteur der Schwäbischen Zeitung.

## Leben
Groth arbeitet seit 1990 als Journalist und war seitdem auch für Reuters und AFP tätig. Er leitete die Büros der Deutschen Presseagentur in Nairobi und Buenos Aires. Bei der Süddeutschen Zeitung war Groth stellvertretender Nachrichtenchef. Von 2003 bis 2007 fungierte er als stellvertretender Chefredakteur der WAZ in Essen. Anschließend war Groth bis 2011 Konzernrepräsentant von ThyssenKrupp in Südamerika.
Von Juli 2011 bis März 2022 war der promovierte Politologe Groth Chefredakteur der Schwäbischen Zeitung. Er war der Nachfolger von Ralf Geisenhanslüke, der zur Neuen Osnabrücker Zeitung wechselte.
Groth war auch Referent an der Schwäbisch Media Akademie. Im Düsseldorfer Institut für Außen- und Sicherheitspolitik (DIAS) ist er Vorstand für Public Affairs.

## Schriften
- Rolf Schneider, Ulrike Bause (Ill.), Hendrik Groth: Angespitzt: ausgewählte Kolumnen aus der Schwäbischen Zeitung. Gessler Verlag, Friedrichshafen 2011, ISBN 978-3-86136-156-5.
- Hendrik Groth: Das argentinische Tageblatt. Sprachrohr der demokratischen Deutschen und der deutsch-jüdischen Emigration. Lit Verlag, Hamburg 1996, ISBN 3-8258-2883-2.